# Friedrich VIII. (Dänemark)

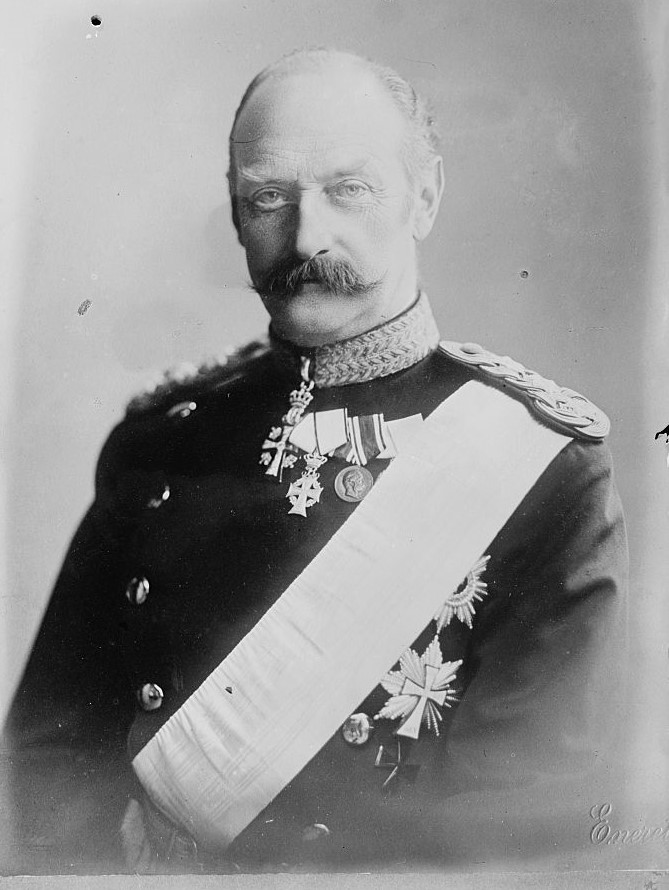
Friedrich VIII., König von Dänemark (Foto, 1909). Wahlspruch: Der Herr ist mein Helfer

Friedrich VIII. (vollständig Christian Friedrich Wilhelm Karl von Schleswig-Holstein-Sonderburg-Glücksburg, dänisch Frederik 8.; * 3. Juni 1843 in Kopenhagen; † 14. Mai 1912 in Hamburg) war von 1906 bis zu seinem Tod König von Dänemark.
Friedrich, aus dem Hause Schleswig-Holstein-Sonderburg-Glücksburg (Zweiglinie Haus Oldenburg), war der älteste Sohn von König Christian IX. und dessen Ehefrau, Dänemarks Erbin, Prinzessin Louise, Tochter des Titular-Landgrafen Wilhelm von Hessen-Kassel-Rumpenheim. Friedrich war 43 Jahre Kronprinz und bereitete sich sorgfältig auf die Königswürde vor. Während der langen Regierungszeit seines Vaters war er jedoch weitgehend von Einfluss und politischer Macht ausgeschlossen. Nach dem Tod seines Vaters im Jahr 1906 bestieg er im fortgeschrittenen Alter von 62 Jahren den Thron. Er war von Natur aus liberal und unterstützte im Gegensatz zu seinem Vater die Einführung des Parlamentarischen Regierungssystems im Jahr 1901. Aufgrund seiner späten Thronbesteigung war er jedoch nur sechs Jahre lang König, in denen er zudem unter gesundheitlichen Problemen litt.
Seine jüngeren Geschwister waren Königin Alexandra des Vereinigten Königreichs, König Georg I. von Griechenland und Kaiserin Maria Fjodorowna von Russland. Friedrich war nicht nur in direkter Linie ein Vorfahre des aktuellen dänischen Monarchen Frederik X., sondern über seinen Sohn Haakon VII. auch direkter Vorfahre des aktuellen Königs von Norwegen Harald V.

## Leben

### Herkunft und frühe Jahre

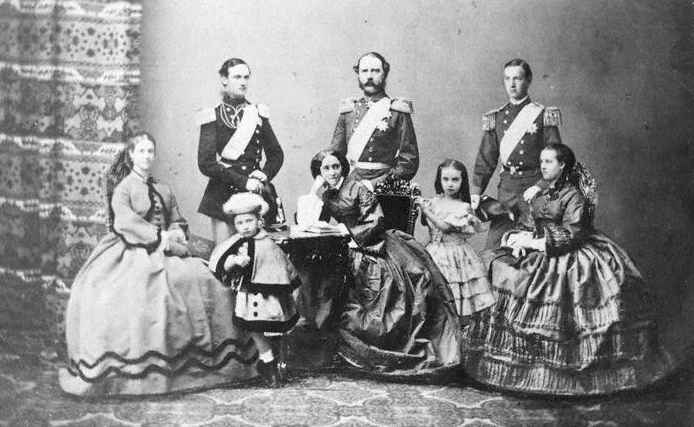
Prinz Friedrich mit seinen Eltern und Geschwistern 1862: (hinten von links) Friedrich, Christian, Wilhelm; (vorne von links) Dagmar, Waldemar, Louise, Thyra, Alexandra.

Prinz Friedrich kam am 3. Juni 1843 als erster Nachkomme des Prinzen Christian von Schleswig-Holstein-Sonderburg-Glücksburg und dessen Gemahlin Louise von Hessen im Gelben Palais in Kopenhagen zur Welt. Er wurde am 22. Juni auf die Namen Christian Frederik Vilhelm Carl getauft, der Rufname des Kindes war Friedrich, und im engeren Familienkreis wurde er „Fredy“ genannt. Er wurde als Mitglied des herzoglichen Hauses Schleswig-Holstein-Sonderburg-Glücksburg, einer entfernten und unbedeutenden Nebenlinie des Hauses Oldenburg, die von König Christian III. von Dänemark und Norwegen abstammte, geboren. Gemäß den Beschlüssen des Londoner Protokolls von 1852 wurde sein Vater 1853 aber zum präsumtiven Thronfolger des kinderlosen dänischen Königs Friedrichs VII. bestimmt. Folglich erhielten Friedrich und seine Geschwister den Titel „Prinz von Dänemark“ sowie die Anrede „Hoheit“. Gemessen an damaligen Verhältnissen führten die Nachkommen des Prinzen Christian ein einfaches Leben.
Am 19. Oktober 1860 wurde er mit seiner Schwester Prinzessin Alexandra in der Schlosskirche Christiansborg konfirmiert. Nach der Konfirmation begann er eine militärische Ausbildung. In Oxford studierte der junge Prinz zunächst Politikwissenschaft. Der außerdem an Wissenschaft, Kunst und Kultur interessierte Friedrich erhielt später eine umfassende militärische Ausbildung. Wie der Biographie seines Bruders Georg I. von Griechenland zu entnehmen, durchliefen die beiden Prinzen eine Offizierslaufbahn in der Königlich-Dänischen Marine. Als Kronprinz Dänemarks nahm er formell, als Leutnant in Nordjütland, am Deutsch-Dänischen Krieg von 1864 gegen Österreich und Preußen teil und wurde später Generalinspekteur der dänischen Armee. Er wurde ein führendes Mitglied im dänischen Freimaurer-Orden und half später zunehmend bei den Regierungsaufgaben.

### Heirat und Nachkommen

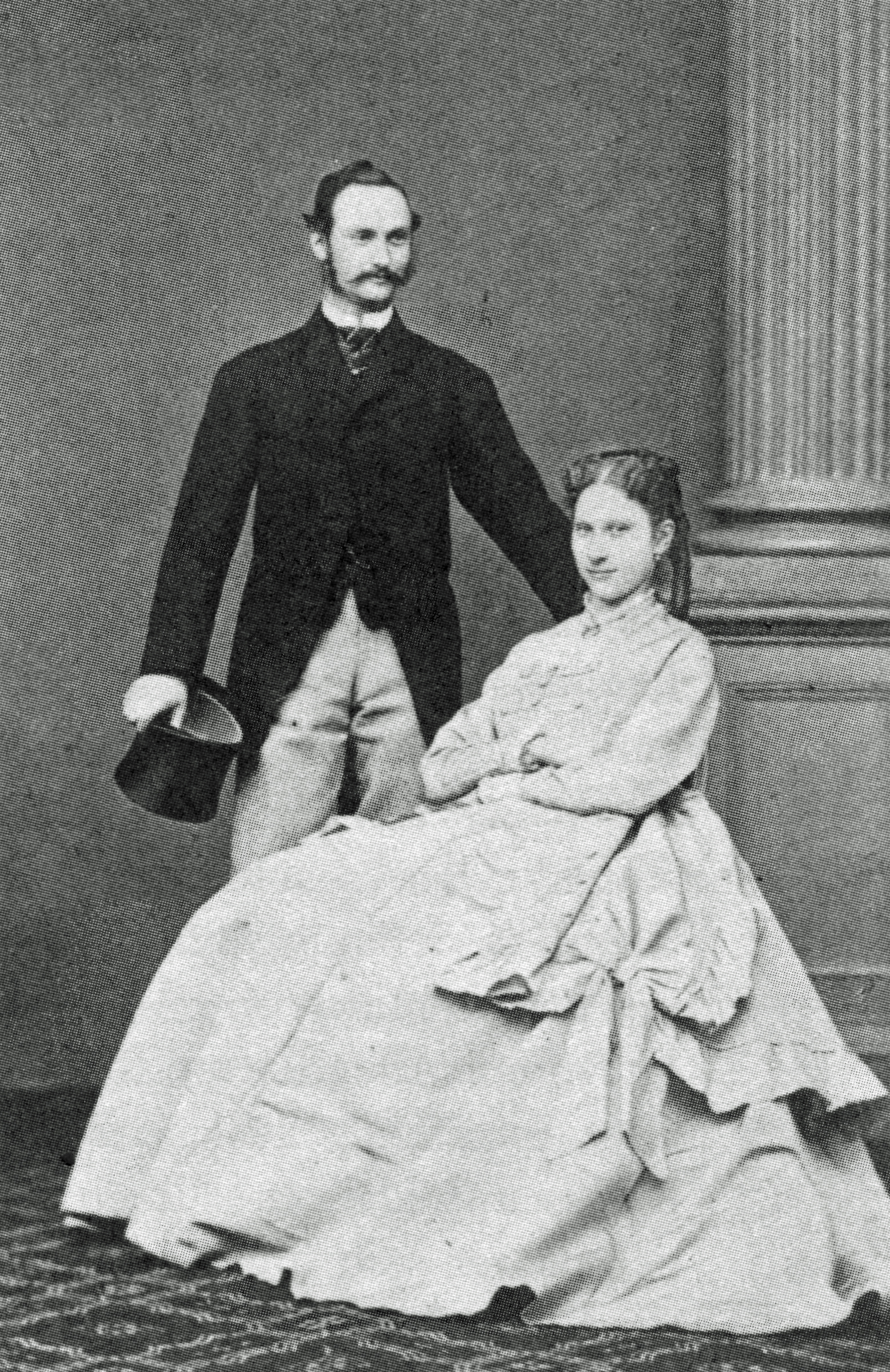
Friedrich mit Louise (1869)

Königin Louise wollte, dass ihr ältester Sohn ebenso wohl heiratet wie ihre beiden Töchter Alexandra und Dagmar. Königin Victoria des Vereinigten Königreichs hatte zwei noch unverheiratete Töchter, Prinzessin Helena und Prinzessin Louise, und Königin Louise plante, Friedrich eine von ihnen heiraten zu lassen. Während seines Aufenthalts in England interessierte sich Kronprinz Friedrich tatsächlich für Prinzessin Helena, und obwohl seine Gefühle erwidert wurden, kam die Verbindung nicht zustande, da Königin Victoria dagegen war. Victoria wollte nicht, dass ihre Töchter Erben ausländischer Thronen heiraten, da dies sie zwingen würde, im Ausland zu leben. Sie bevorzugte stattdessen jüngere Prinzen, die in England ein Zuhause errichten konnten. Außerdem war Victoria immer pro-deutsch gewesen und noch ein dänisches Bündnis (Friedrichs Schwester Alexandra hatte gerade Victorias ältesten Sohn, den Prince of Wales, geheiratet) hätte nicht ihren deutschen Interessen entsprochen.
Nach diesem gescheiterten Heiratsversuch richtete sich die Aufmerksamkeit stattdessen auf die schwedische Prinzessin Louise Josephine Eugenie, die einzige Tochter von König Karl XV. von Schweden und Norwegen und dessen Ehefrau Prinzessin Luise von Oranien-Nassau. Im Juli 1868 verlobte sich Kronprinz Friedrich im Alter von 25 Jahren mit der 17-jährigen Prinzessin Louise, und das Paar heiratete am 28. Juli 1869 in der Schlosskirche des Stockholmer Schlosses. Das Brautpaar nahm das abseits des höfisch geprägten Amalienborg gelegene Schloss Charlottenlund als Sommerresidenz ein, wo auch einige der vier Söhne und vier Töchter geboren wurden:
- Christian X. (1870–1947) ⚭ 1898 Prinzessin Alexandrine von Mecklenburg-Schwerin
- Haakon VII. Karl (1872–1957) ⚭ 1896 Prinzessin Maud von Großbritannien und Irland
- Louise (1875–1906) ⚭ 1896 Prinz Friedrich zu Schaumburg-Lippe
- Harald (1876–1949) ⚭ 1909 Prinzessin Helena von Schleswig-Holstein-Sonderburg-Glücksburg
- Ingeborg (1878–1958) ⚭ 1897 Prinz Carl von Schweden, Herzog von Västergötland, Sohn von Oskar II. von Schweden
- Thyra (1880–1945)
- Gustav (1887–1944)
- Dagmar (1890–1961) ⚭ 1922 Jørgen Castenskiold

### Die Jahre als Thronfolger
Friedrich war 43 Jahre lang Kronprinz und nutzte die Zeit, um sich sorgfältig auf die Königswürde vorzubereiten. Obwohl er als Thronfolger einen Sitz im Staatsrat hatte, achtete der Vater weitgehend darauf, ihn von Einfluss und politischer Macht auszuschließen.

### König von Dänemark
Nach einer 43 Jahre währenden Zeit als Kronprinz bestieg er nach dem Tod seines Vaters 1906 den dänischen Thron. Im Gegensatz zu seinem Vater war Friedrich ein liberaler Herrscher, der dem neuen Parlamentssystem zugeneigt war.

### Todesumstände

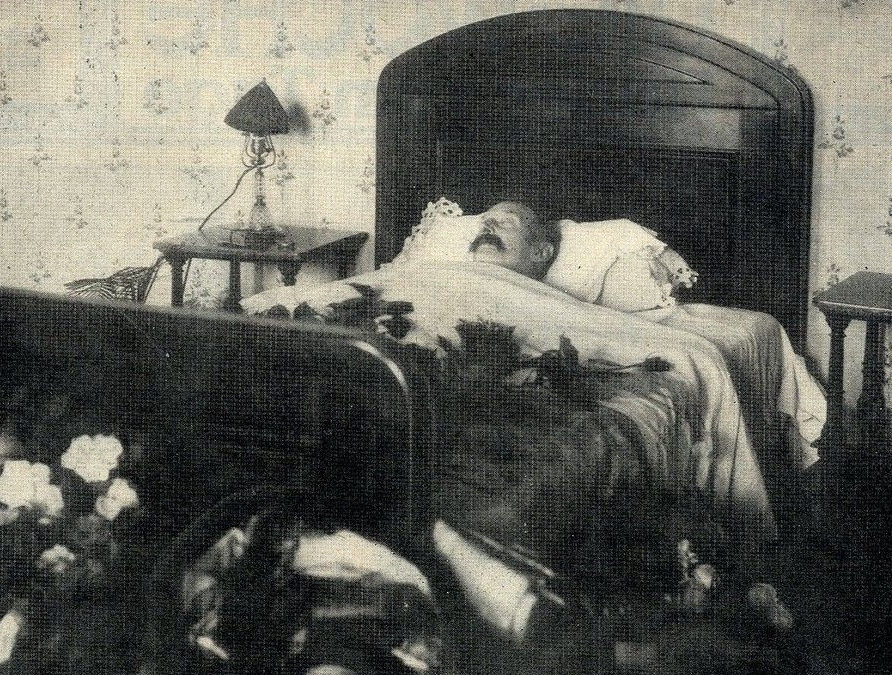
König Friedrich VIII. von Dänemark auf dem Totenbett im Hotel Hamburger Hof

Nach einem Aufenthalt in Nizza war König Friedrich VIII. zusammen mit seiner Frau und vier Kindern auf der Rückreise nach Kopenhagen. In Hamburg machten sie am 13. Mai 1912 einen Zwischenstopp, wo sich Friedrich mit seiner Familie inkognito unter dem Pseudonym „Graf Kronborg“ im Hotel Hamburger Hof am Jungfernstieg einmietete. Am folgenden Abend des 14. Mai 1912 verließ er das Hotel allein und inkognito für einen Abendspaziergang. Laut offiziellem Polizeibericht sei Friedrich auf offener Straße am Gänsemarkt zusammengebrochen, dort von zwei Portiers eines Cafés aufgelesen und von einem Polizisten ins Hafenkrankenhaus gebracht worden. Dort wurde der Tod infolge eines Herzinfarkts festgestellt. Da niemand von ihm wusste und er keine Papiere bei sich trug, wurde Friedrich in die städtische Leichenhalle gebracht, wo der Leichnam erst am nächsten Morgen vom Hoteldirektor identifiziert wurde, der nach ihm hatte suchen lassen.
Da der Ort auf dem Gänsemarkt, wo Friedrich gefunden wurde, nur wenige Meter von einem bekannten Edel-Bordell in der Schwiegerstraße (heute: Kalkhof, zwischen Großer Theaterstraße und Colonnaden) entfernt lag, gingen die Zeitungen damals von einem vertuschten Skandal aus. So erschienen mehrere Extrablätter und berichteten über die für das Königshaus peinliche Situation. Später machten auch Geschichten einer Frau die Runde, in deren Armen der König im Bordell gestorben sei und die ihn auf den Gänsemarkt geschleppt habe, um seiner Familie die Peinlichkeit des Auffindeortes zu ersparen. Ob der König kurz vor seinem Tod tatsächlich ein Bordell besucht hatte und dort starb, konnte allerdings nicht eindeutig geklärt werden. Der für den Fall zuständige Polizeiinspektor gab der dänischen Zeitung Politiken am 31. Mai 1912 ein Interview, in dem er erklärte, er sei „nicht in der Lage, weitere Aufklärungen zu geben, da die Polizei beschlossen hat, die Resultate der Ermittlungen, aus Furcht, die dänische Königsfamilie zu verletzen, nicht öffentlich zu machen“.

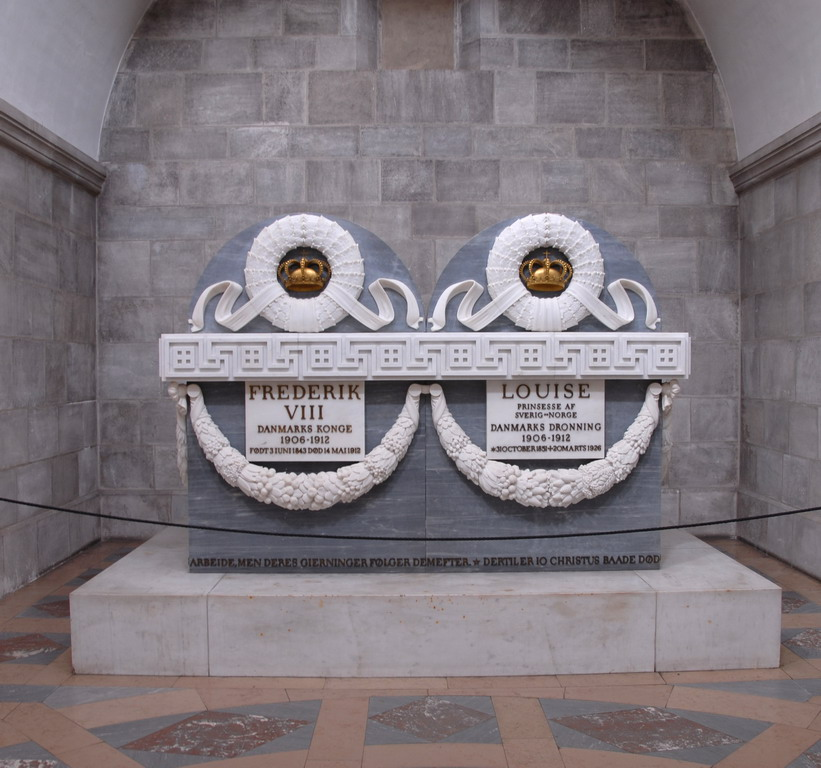
Das Grab Friedrichs VIII. und Königin Louises im Dom zu Roskilde

Friedrichs Leichnam wurde in einem feierlich ausgestatteten Sonderzug am 16. Mai 1912 nach Travemünde gebracht, von dort wurde der Sarg auf die königliche Yacht Dannebrog verladen, die ihn zurück nach Dänemark brachte. Nach einem Castrum doloris in der Schlosskirche Christiansborg wurde er im Dom zu Roskilde, dem traditionellen Begräbnisort der dänischen Könige, auf der Insel Seeland beigesetzt. Sein 41-jähriger Sohn Christian X. bestieg den dänischen Thron.

## Ehrungen
Die Kronprins Frederiks Bro bei Frederikssund ist nach ihm benannt.

## Siehe auch

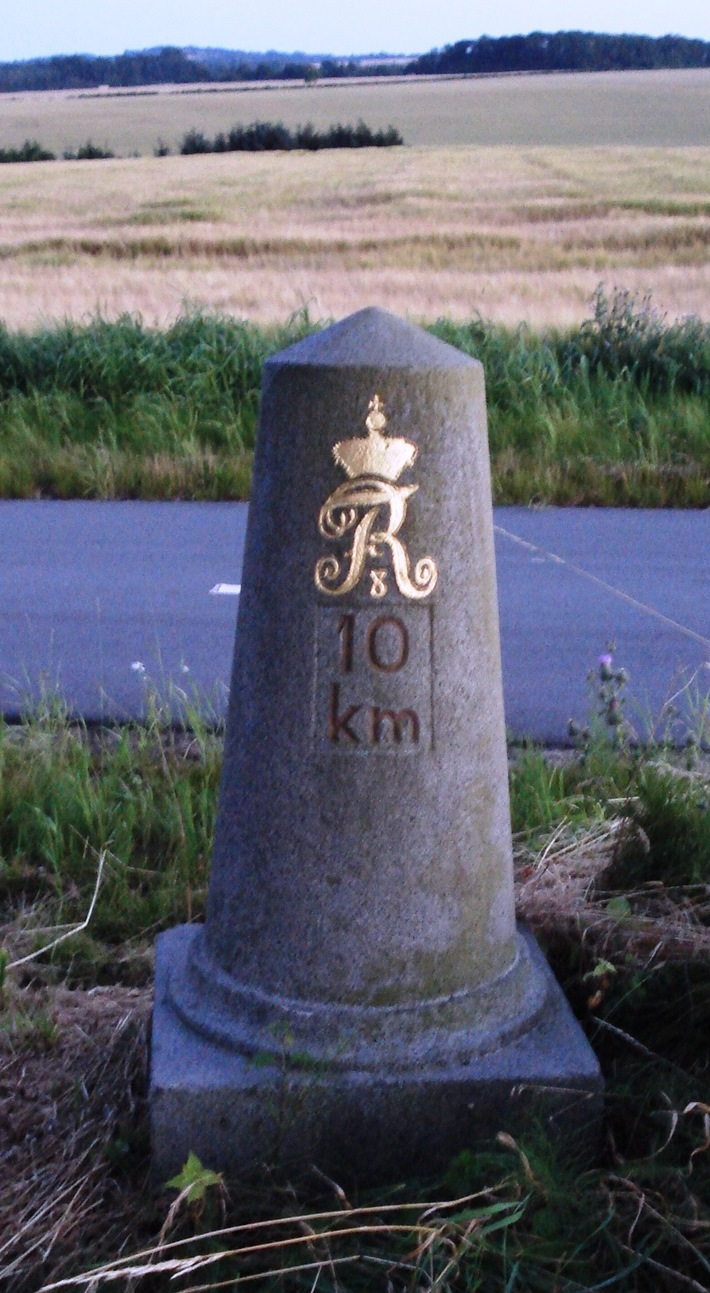
Monogramm Friedrich VIII. auf einem Kilometerstein

## Vorfahren
|  |                                                          |  |  |  |  |  |  |  |  |  |  |  |  |
|  | Friedrich Karl Ludwig von Schleswig-Holstein (1757–1816) |  |  |  |  |  |  |  |  |  |  |  |  |
|  |                                                          |  |  |  |  |  |  |  |  |  |  |  |  |
|  |                                                          |  |  |  |  |  |  |  |  |  |  |  |  |
|  | Friedrich Wilhelm von Schleswig-Holstein (1785–1831)     |  |  |  |  |  |  |  |  |  |  |  |  |
|  |                                                          |  |  |  |  |  |  |  |  |  |  |  |  |
|  |                                                          |  |  |  |  |  |  |  |  |  |  |  |  |
|  | Friederike von Schlieben (1757–1827)                     |  |  |  |  |  |  |  |  |  |  |  |  |
|  |                                                          |  |  |  |  |  |  |  |  |  |  |  |  |
|  |                                                          |  |  |  |  |  |  |  |  |  |  |  |  |
|  | Christian IX. König von Dänemark (1818–1906)             |  |  |  |  |  |  |  |  |  |  |  |  |
|  |                                                          |  |  |  |  |  |  |  |  |  |  |  |  |
|  |                                                          |  |  |  |  |  |  |  |  |  |  |  |  |
|  | Karl von Hessen-Kassel (1744–1836)                       |  |  |  |  |  |  |  |  |  |  |  |  |
|  |                                                          |  |  |  |  |  |  |  |  |  |  |  |  |
|  |                                                          |  |  |  |  |  |  |  |  |  |  |  |  |
|  | Luise Karoline von Hessen-Kassel (1789–1867)             |  |  |  |  |  |  |  |  |  |  |  |  |
|  |                                                          |  |  |  |  |  |  |  |  |  |  |  |  |
|  |                                                          |  |  |  |  |  |  |  |  |  |  |  |  |
|  | Louise von Dänemark (1750–1831)                          |  |  |  |  |  |  |  |  |  |  |  |  |
|  |                                                          |  |  |  |  |  |  |  |  |  |  |  |  |
|  |                                                          |  |  |  |  |  |  |  |  |  |  |  |  |
|  | Friedrich VIII. König von Dänemark                       |  |  |  |  |  |  |  |  |  |  |  |  |
|  |                                                          |  |  |  |  |  |  |  |  |  |  |  |  |
|  |                                                          |  |  |  |  |  |  |  |  |  |  |  |  |
|  | Friedrich von Hessen-Kassel (Rumpenheim) (1747–1837)     |  |  |  |  |  |  |  |  |  |  |  |  |
|  |                                                          |  |  |  |  |  |  |  |  |  |  |  |  |
|  |                                                          |  |  |  |  |  |  |  |  |  |  |  |  |
|  | Wilhelm von Hessen (Rumpenheim) (1787–1867)              |  |  |  |  |  |  |  |  |  |  |  |  |
|  |                                                          |  |  |  |  |  |  |  |  |  |  |  |  |
|  |                                                          |  |  |  |  |  |  |  |  |  |  |  |  |
|  | Karoline Polyxene von Nassau-Usingen (1762–1823)         |  |  |  |  |  |  |  |  |  |  |  |  |
|  |                                                          |  |  |  |  |  |  |  |  |  |  |  |  |
|  |                                                          |  |  |  |  |  |  |  |  |  |  |  |  |
|  | Louise von Hessen (1817–1898)                            |  |  |  |  |  |  |  |  |  |  |  |  |
|  |                                                          |  |  |  |  |  |  |  |  |  |  |  |  |
|  |                                                          |  |  |  |  |  |  |  |  |  |  |  |  |
|  | Friedrich Erbprinz von Dänemark (1753–1805)              |  |  |  |  |  |  |  |  |  |  |  |  |
|  |                                                          |  |  |  |  |  |  |  |  |  |  |  |  |
|  |                                                          |  |  |  |  |  |  |  |  |  |  |  |  |
|  | Louise Charlotte von Dänemark (1789–1864)                |  |  |  |  |  |  |  |  |  |  |  |  |
|  |                                                          |  |  |  |  |  |  |  |  |  |  |  |  |
|  |                                                          |  |  |  |  |  |  |  |  |  |  |  |  |
|  | Sophie Friederike von Mecklenburg (1758–1794)            |  |  |  |  |  |  |  |  |  |  |  |  |
|  |                                                          |  |  |  |  |  |  |  |  |  |  |  |  |
|  |                                                          |  |  |  |  |  |  |  |  |  |  |  |  |

## Belletristik
- Dietmar Bittrich: Der König im Bordell. In: ders.: Hamburger Liebschaften. Drei Erzählungen. Svato, Hamburg 2000, ISBN 3-924283-56-7.